# کاسالبورجونه
کاسالبورجونه (به ایتالیایی: Casalborgone) یک کومونه در ایتالیا است که در استان تورین واقع شده‌است.

## خصوصیات
کاسالبورجونه ۲۰٫۲ کیلومترمربع مساحت و ۱٬۷۹۸ نفر جمعیت دارد و ۲۰۵ متر بالاتر از سطح دریا واقع شده‌است.